# 新幹線E954形電車
新幹線E954形電車（しんかんせんE954がたでんしゃ）は、2005年6月に落成した東日本旅客鉄道（JR東日本）の新幹線用高速試験電車である。
愛称は「FASTECH 360 S」（ファステック 360 エス）。FASTECH 360シリーズの第1編成であり、末尾は新幹線のローマ字表記「Shinkansen」の頭文字から取っている。

## 概要
JR東日本が最高速度360km/hで営業運転を行うためのデータ収集を目的として開発した試験電車。愛称のFASTECH はFAST（速い） とTECHnology（技術）を組み合わせた造語であり、360 は目標とする営業最高速度を表す。
2010年度に東北新幹線が新青森駅まで延伸されるにあたり、新幹線の航空機に対する競争力を高めたいという要求が開発の一因となっている。JR東日本は2003年にE2系の高速運転用改造車で360km/hを達成し、実用化に向けてさらなる試験のために新幹線専用の本形式と新在直通用のE955形 (FASTECH 360 Z) を製作した。試験目的には安全性の向上、高速運転にともなうトンネル微気圧波・騒音などの低減から乗り心地まで含まれている。
車体は窓枠の下にある銀色の帯を挟んでイーストグリーン（日本ペイント製の塗料、マジョーラを使用）とパールホワイトに塗り分けられており、先頭車のノーズ部分は全長の半分以上にも達する。カラーリング等のデザインは福田哲夫による。
なお、日立製作の1-3号車についてはアレクサンダー・ノイマイスターがデザインを監修した。
なお、同時開発のE955形とあわせ2編成4両の先頭車があることを活用して、本形式の先頭車では形状の差による騒音の影響の検証を、同時開発のE955形の先頭車では車体長さの差による騒音の影響の検証と、各編成に別々の目的を与えることによって技術開発の効率化を図っている。
電動車には最高速度405km/hを出せる新開発の小型高出力モーターを複数搭載し、性能を比較する。また、1編成につき2種類の新型パンタグラフをそれぞれ1基ずつ搭載し、どちらか一方のみの使用で運転することが可能である。
曲線通過速度向上のため、空気ばねストローク片上げ方式の車体傾斜装置を導入することにより車体を最大2度まで傾斜させることが可能で、これをもって左右定常加速度を抑制し、乗り心地を向上させることができる。
また、連結部分を全周ほろで覆い、パンタグラフの両脇に遮音板を設け、吸音材を用いた車体下部吸音構造にするなど、騒音の発生を可能な限り抑える構造となっている。
新幹線初の空気抵抗増加装置（空力ブレーキ）を搭載する。これは丸みを帯びた扇形の板で通常走行時は車両の側面上部に収納されており、緊急制動時にのみ車体中央側の付け根を軸に約60度回転し屋根肩部にせり出す。この装置を用いることで360km/hから制動をかけた時に、停止するまでの距離をこれまでの新幹線の275km/hからの制動距離と同等またはそれ以下に抑えることを目指し、試験を行っている。この空力ブレーキはその形状からしばしば「ネコミミ」と称された。
仙台港まで海路で運ばれ、宮城県宮城郡利府町の新幹線総合車両センターに搬入されたのち走行試験が行われている。

## 構造
先頭車である1号車と8号車はモーターを搭載しない制御車であり、先端部分の長さは双方共に約16mだが、形状が異なる。東京方面の1号車は「ストリームライン」と呼ばれる、E2系と500系の中間のような形状。8号車は「アローライン」と呼ばれるE4系の発展型のような形状となっており、どちらが適切か試験走行を重ねて判断する予定で、1号車と8号車を入れ替えることもできる。

### 分割併合装置
E954形8号車とFastech 360 Z(E955-1)には用の分割併合システムの他に連結編成間において特高圧配線の引き通しを可能とする特高圧分割併合装置を連結器の上部に搭載した。
この装置を搭載した関係で電気連結器は従来の連結器上部から下部に移動し、可動機構を廃することで構造の簡素化を行っている。
その後この装置は一連の試験の後に撤去された。
また先頭部のカバーは1・8号車共に3つのカバーで構成されており、展開時には一度前にスライドしてカバーを割った後に後退して格納される機構の為、従来の先頭部カバーと違ってかなり複雑な構造をしていた。

### 走行機器
架線からの単相交流25kVを主変圧器で降圧した上で、主変換装置で直流に整流、その後三相交流に変換して主電動機を制御するVVVFインバータ制御方式である。

#### 電源・制御機器
2号車から7号車までの電動車は2両でユニットを組む。各ユニットの力行・回生ブレーキ特性は同一である。ユニット当たりの主回路機器重量を11.6tとし、起動加速度は1.7km/h/s、明かり区間、10‰勾配における9ノッチ特性（営業車両での最終ノッチと同等）で360km/h均衡、明かり区間、3‰勾配における10ノッチ特性（過負荷特性）で400km/h以上の性能を有する。
騒音および振動抑制の観点から、主変圧器と車体梁の間に防振ゴムを挟み込む構造とした。車体側にゴムを取り付けた吊り方式および車体側と主変圧器側の双方にゴムを取り付けたサンドイッチ方式が採用された。
第1ユニット（2・3号車）
主変圧器は強制風冷式を採用し、3,650kVAの容量を備える。主変換装置には冷却効率の高い走行風冷水冷却方式を採用し、電動送風機の省略による装置の小型化を図っている。回路は3レベル方式である。主電動機はかご形三相誘導電動機MT937（定格出力370kW×8）である。
第2ユニット（4・5号車）
主変圧器は強制風冷式を採用し、3,600kVAの容量を備える。主変換装置には強制風冷沸騰冷却方式を採用する。コンバータ回路は3レベル方式、インバータ回路は2レベル方式である。主電動機は自己通風式永久磁石同期電動機MT939（定格出力355kW×8）であり、高効率・軽量化を図る。
第3ユニット（6・7号車）
主変圧器は走行風冷+強制風冷式を採用し、3,600kVAの容量を備える。主変換装置には強制風冷水冷却方式を採用する。コンバータ回路は3レベル方式、インバータ回路は2レベル方式である。主電動機はかご形三相誘導電動機MT938（定格出力350kW×8）である。

#### 台車
高速でカーブを通過すると、車両外側に向かって働く遠心力が増加する。それを乗客に感じさせないために車体傾斜装置を搭載したボルスタレス台車を採用する。振り子式ではなく、空気ばねによる車体傾斜となっている。
軸箱支持方式が異なった台車が各車両に搭載される。1・2・5 - 8号車は軸ばり方式（TR9007・TR9007A・DT9037・DT9039・DT9039A・TR7008）、3・4号車は支持板方式（DT9038・DT9038A）である。

#### 集電装置
落成時にはE2系1000番台と同じシングルアームパンタグラフ(PS207)が2号車と7号車に搭載された。
後に、それぞれ形状の異なる新型集電装置が搭載されている。架線へ柔軟に追随するために開発された、すり板を10分割したうえでおのおのをシリコーンゴム板上に配置、ばねで支える多分割すり板付舟体である。
また、落成時にはZ字断面形状をした遮音板が集電装置の両脇に装着されていたが、2006年以降は両端が30度や45度となる平板形状の遮音板に変更された。

### 内装
車内は1号車・4号車・8号車に計測機器が搭載され、5号車はグリーン車、残りは普通車だが、それぞれ座席の前後間隔（シートピッチ）やカラーリングなどが異なるデザインとなっている。シートピッチは、2,3号車が1,040mm、4号車が980mm、5号車が1,160mm、6,7号車が1,000mmとなっている。
1号車に車販準備室、2・5・7号車にトイレおよび洗面所（5号車は車椅子対応）、4号車の新青森方面半分にはミーティングスペース（ビュフェ）が備え付けられている。緊急制動用として空気抵抗増加装置（空力ブレーキ）を1号車と8号車には2列4枚、3号車・5号車・6号車にはそれぞれ1列2枚ずつ搭載している。

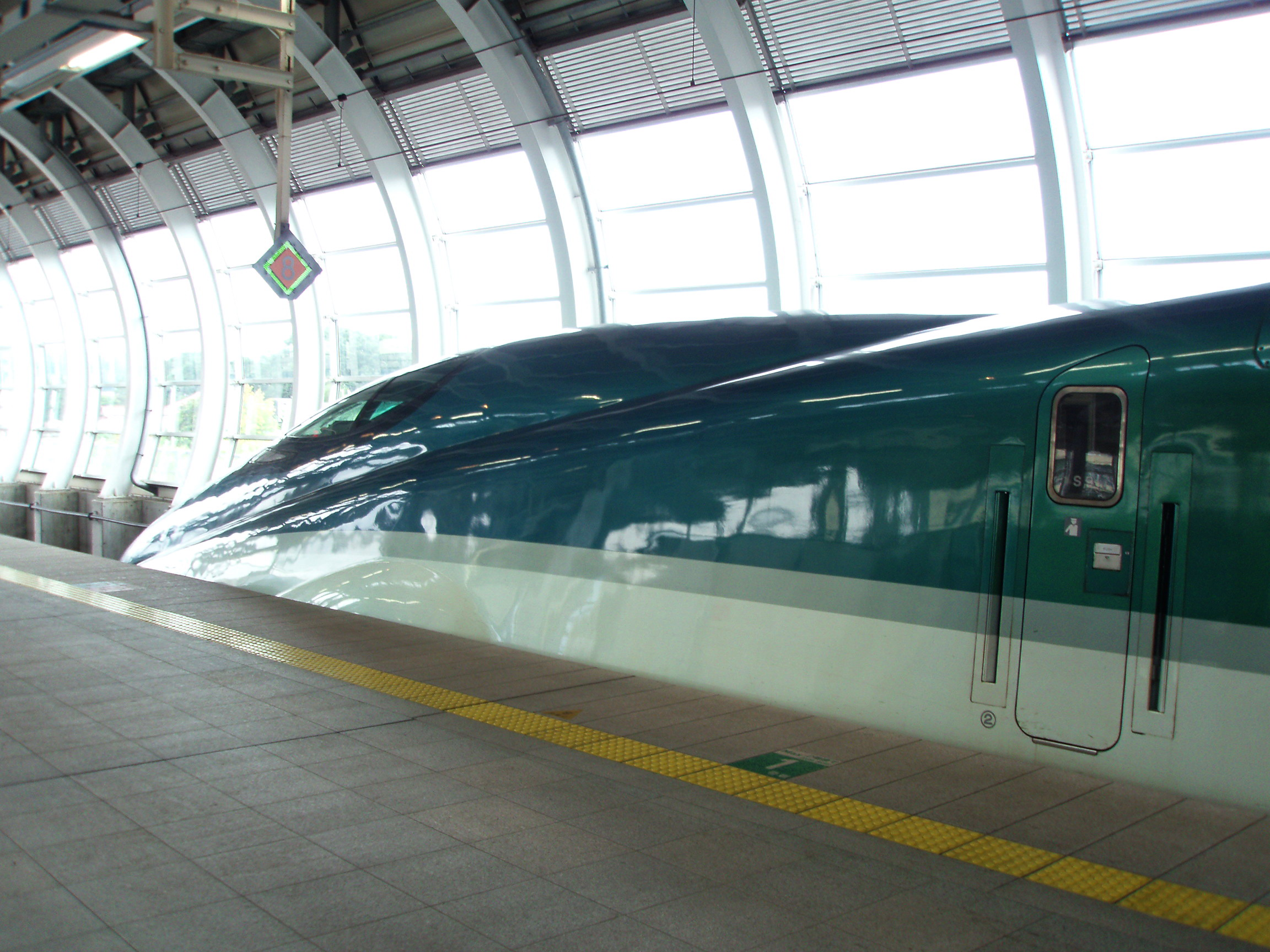
ストリームライン側面 （東京方面）
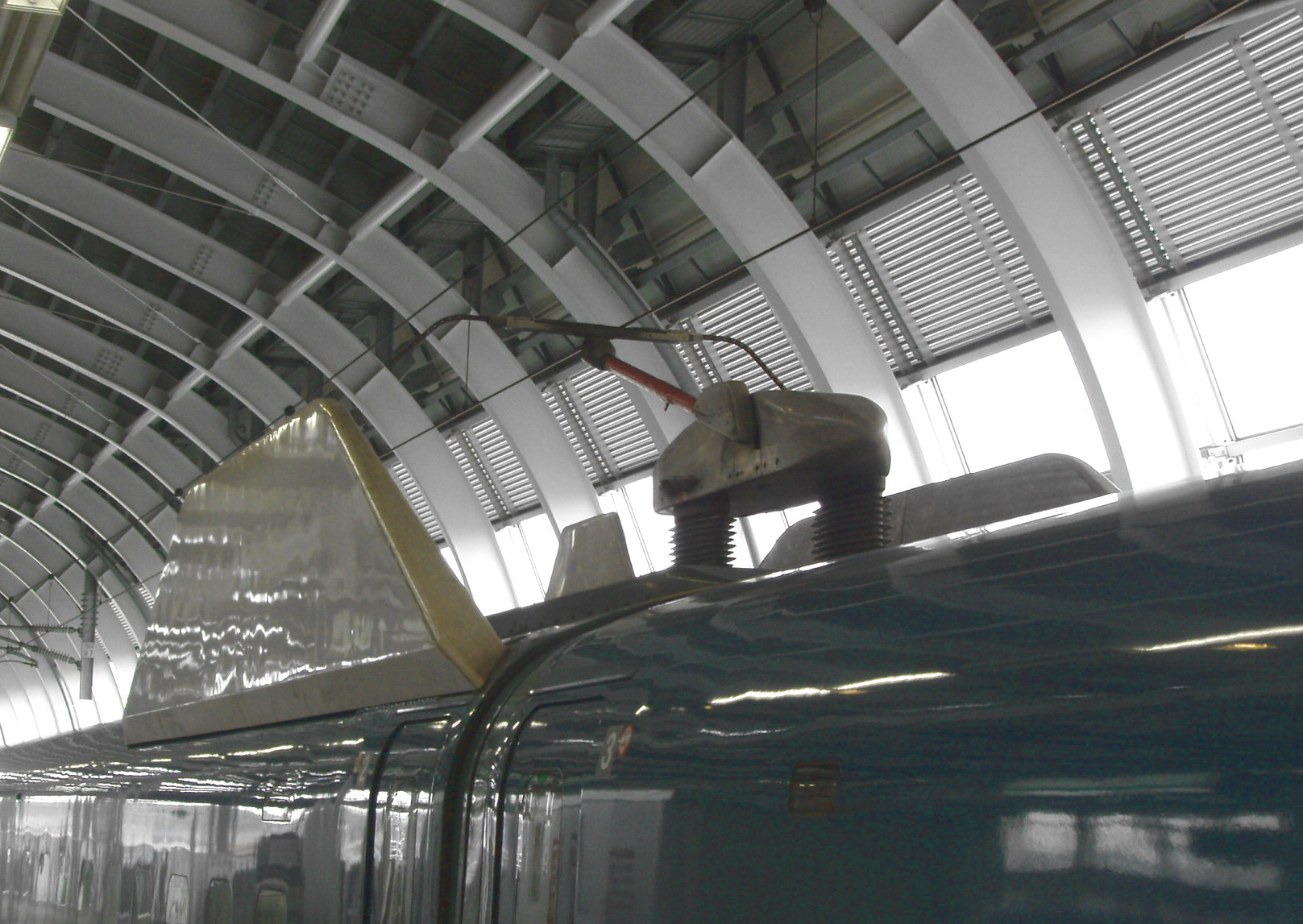
シングルアーム式パンタグラフ （東京方面）
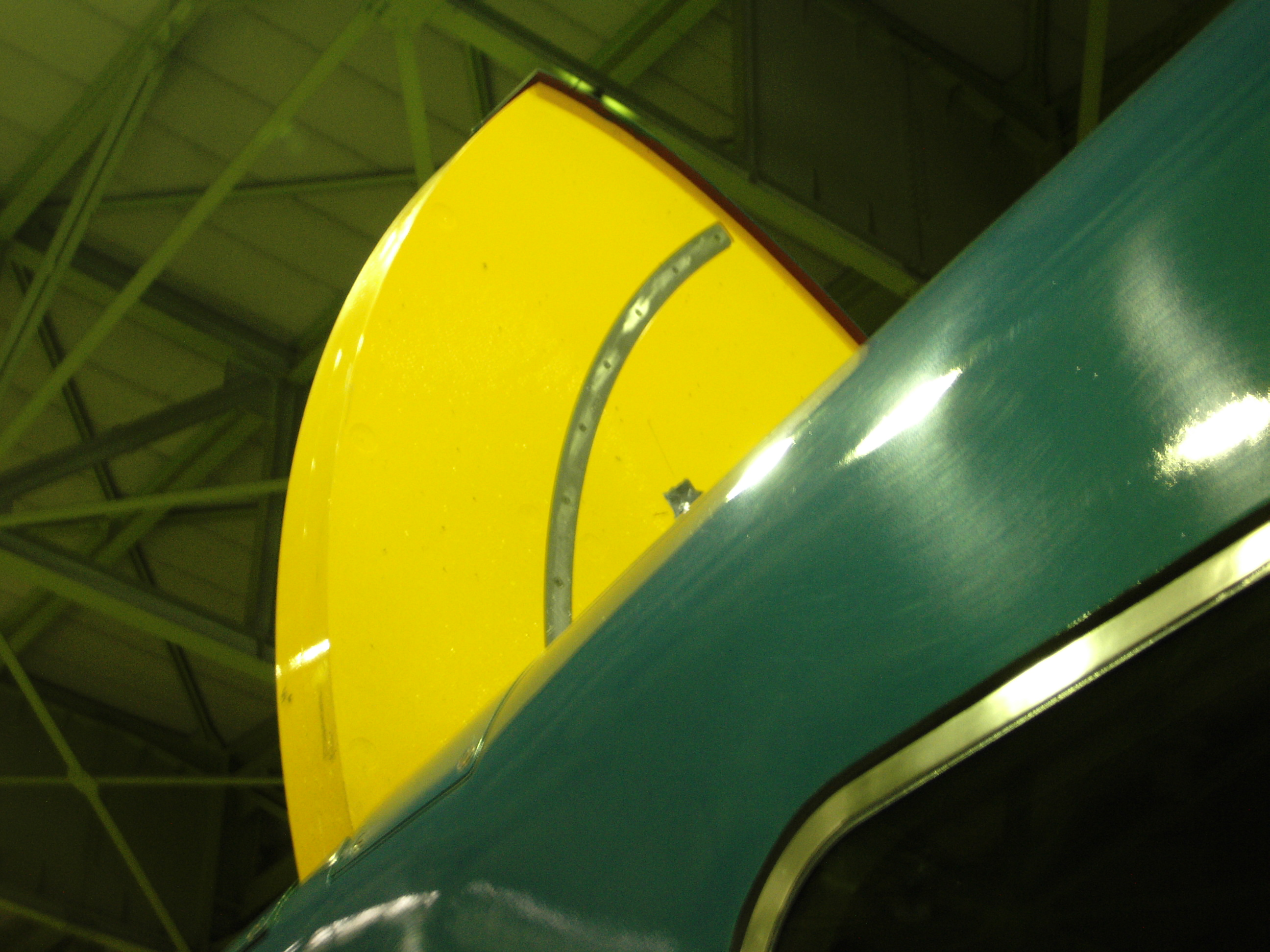
空気抵抗増加装置 （空力ブレーキ）
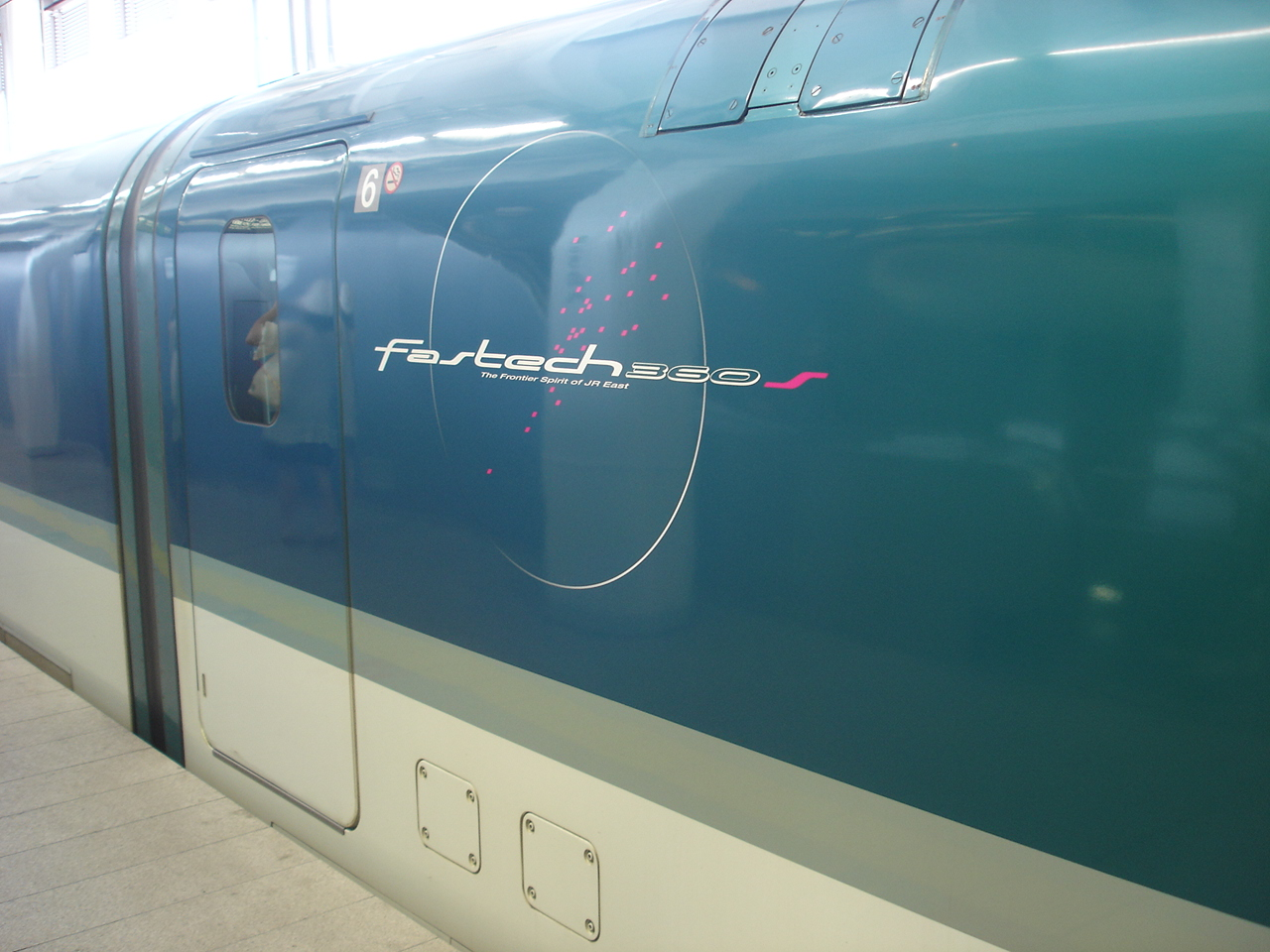
エンブレム
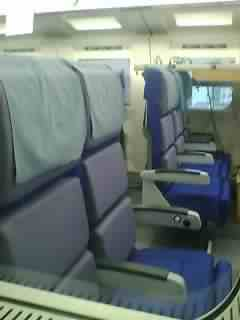
普通車座席
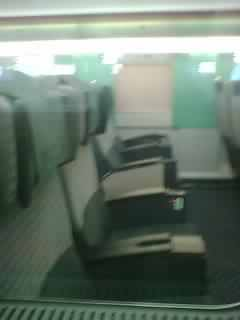
グリーン車座席

## 編成
E954-1（1号車）からE954-8（8号車）までの8両編成。
|                 | ← 東京八戸・新潟・軽井沢 → |             |             |             |              |             |             |              |
| 号車            | 1                          | 2           | 3           | 4           | 5            | 6           | 7           | 8            |
| 形式            | E954形 (T1c)               | E954形 (M1) | E954形 (M2) | E954形 (M2) | E954形 (M1s) | E954形 (M2) | E954形 (M1) | E954形 (T2c) |
| S9編成 車両番号 | 1                          | 2           | 3           | 4           | 5            | 6           | 7           | 8            |
| 機器配置        | APU,CP,BT                  | CP,CI       | MTr,CI      | MTr,CI      | CI,APU,BT    | MTr,CI      | CI,CP       | APU,CP,BT    |
| 座席            | 普通車                     | 普通車      | 普通車      | 普通車      | グリーン車   | 普通車      | 普通車      | 普通車       |
| 定員            |                            | 85          | 94          |             | 51           | 75          | 83          |              |
| 車内設備        | （車販準備室）             | WC          |             |             | WC 車椅子席  | 車椅子席    | WC          | 車掌室       |
| ユニット        |                            | 1ユニット   | 1ユニット   | 2ユニット   | 2ユニット    | 3ユニット   | 3ユニット   |              |

凡例
- MTr：主変圧器、CI：主変換装置、APU：補助電源装置、CP：空気圧縮機、BT：蓄電池[13]
- 車体は1 - 3号車が山口県下松市の日立製作所笠戸事業所で、4 - 8号車が兵庫県神戸市の川崎重工業兵庫工場で製造（2005年6月26日新製）された[14]。
- 編成番号は「S9」であった。
- 8号車先頭部分にのみ、Fastech 360 Zとの分割併合用の連結器を備える。

## 試験内容
2005年6月25日から東北新幹線の仙台 - 北上間などで走行試験が行われた。
試験走行は新開発されたトロリ線を架設した下り線で実施し、上り線で回送される。275km/hから365km/hで試験走行を週2回ほど行い、405km/hでの走行も目指した。
2006年2月21日からは、東北新幹線の仙台 - 盛岡間で日中の営業時間帯における走行試験が開始された。また、2008年8月からE955形と連結運転を行っていた。
試験走行は2009年に入ってからも継続して実施されており、3月には上越新幹線の熊谷駅まで入線をした。5月21日からは熊谷以北および北陸新幹線の高崎 - 軽井沢間を走行し、北陸新幹線内では勾配試験を行った。なお、本試験では電源周波数の関係から本形式は北陸新幹線軽井沢以西を走行することができないため、長野新幹線車両センターに置くことができず、一時的に新潟新幹線車両センターに置かれた。
6月15日に、新潟新幹線車両センターから大宮駅を経由して新幹線総合車両センターまで走行した。
試験終了後、新幹線総合車両センターに留置され、2009年9月7日付で廃車された。全車両が解体されたため、保存車両はない。

### 走行試験の結果
360km/h走行時の25m騒音は、E2系1000番台での同速度における試験結果と比較して5dB強の低減が見られた。ただし、E2系1000番台による275km/h走行よりは大きな騒音値となっており、現状非悪化速度は330km/h程度となった。車体寸法の制約が大きい「E955形(Fastech 360Z)」での騒音低減が難しかったことが編成全体の営業最高速度における制約になった。
車内静粛性や直線明かり区間での乗り心地に関してはE2系275km/h走行と同等以上のレベルに仕上がったが、360km/hでの曲線通過や「Fastech 360Z」併結時のトンネル内動揺については課題が残った。
以上のことから当初の計画であった最高速度360km/hでの営業運転は断念し、最終的にはコスト面も配慮した結果、最高速度320km/hでの営業運転となった。

## 営業用車両へのフィードバック
FASTECH360の試験成果を受け、JR東日本では2007年7月27日に、2010年度末の東北新幹線・新青森開業にむけて本形式をベースとした営業最高速度320km/hの性能を有する新型車両の量産先行車を製作すること、最終的な営業速度や本数は今後決定することを発表した。2008年4月1日に形式名が「E5系」になることが中期計画の一部として発表された。その後2008年11月10日に、2010年12月の運用開始が正式発表された。E954形による試験で同時に試験された分割式ブレーキライニングの試験結果から、空力ブレーキがなくとも制動距離をE2系並にできるという結論が出されたため、開発される車両は空力ブレーキが省略された。実際には、ブレーキ初速340km/hの場合、空力ブレーキを併用せず4000mで停止可能、360km/hから空力ブレーキを併用すると4000mで停止可能である。

## 保存
FASTECH360は引退後に全車廃車解体となったが、JR東の研修用部材としてE954-5の外板の一部分(乗降口附近)が活用されている。